# Twitches

Áp phích phim Twitches

Twitches (tạm dịch "Phù thủy sinh đôi") là một bộ phim của kênh Disney được sản xuất vào năm 2005. Bộ phim kể về hai chị em sinh đôi Alexandra Fielding và Camryn Barnes có những phép thuật kỳ diệu và sử dụng khả năng của mình để chống lại thế lực hắc ám. Trong lần công chiếu lần đầu tiên, bộ phim đã thu hút tới 7 triệu người xem, một trong những thành tích cao nhất được lập bởi các bộ phim đặc sắc của kênh Disney. Hai diễn viên chính của bộ phim cũng là hai chị em sinh đôi Tamera Mowry và Tia Mowry.
Bộ phim được tiếp nối bởi phần hai Twitches Too vào năm 2007.

## Nội dung phim
Hai chị em sinh đôi có phép thuật Camryn (Tamera Mowry) và Alex (Tia Mowry) được tách khỏi nhau lúc mới chào đời bởi hai người bảo vệ của họ là Karsh và Illena do lúc đó tại Coventry, những thế lực hắc ám đã tấn công và giết chết cha của hai chị em. Cả hai chị em đã sống sót do được người cha truyền hết sức mạnh để bảo vệ và mỗi người đã được mang một chiếc vòng hộ mệnh với các biểu tượng Mặt Trời và Mặt Trăng.
Hai mươi mốt năm trôi qua kể từ khi hai chị em được nhận nuôi bởi hai gia đình khác nhau. Camryl sinh trưởng trong một gia đình giàu có và hạnh phúc và điều đó khiến cho cô trở nên hơi phù phiếm và kiêu căng. Trong khi đó Alex được nhận nuôi bởi một bà mẹ độc thân và bà vừa mới qua đời cách đây không lâu. Cuộc sống của Alex không dư dả và cô tập trung nhiều cho việc học, gần như một con mọt sách. Vào ngày sinh nhật của cả hai chị em (31 tháng 10), họ tình cờ gặp nhau tại một cửa hàng thời trang và khi Camryl chạm vào Alex, phép thuật của cả hai người được giải phóng. Cả hai chị em sinh đôi tỏ ra thích thú khi nhận ra nhau và vừa tìm hiểu về cuộc sống của nhau, vừa làm thử những phép thuật nghịch ngợm. Sau đó, hai chị em gặp Karsh và Illena, hai người bảo vệ của họ và được biết vế sứ mệnh thiêng liêng của mình là giải phóng mẹ đẻ đang bị giam cầm và đánh bại các thế lực hắc ám tại Coventry.
Khi hai chị em ở nhà của Alex, thế lực bóng tối tấn công hai người nhưng họ may mắn chạy thoát. Camryl quyết định sẽ không dính dáng đến sứ mệnh của mình nữa và quay trở lại bữa tiệc sinh nhật ở nhà. Alex đành di một mình đến Coventry và gặp mẹ đẻ của cô cùng Thantos, người chú vẫn luôn bảo vệ mẹ cô.
Tại bữa tiệc của Camryl, thế lực bóng tối lại một lần nữa tấn công. Camryl nhận ra thế lực bóng tối thực sự là ai và nhanh chóng đến gặp mẹ và chị gái. Thantos chính là kẻ đứng đằng sau mọi chuyện, hắn đã giết anh trai để chiếm đoạt vương quốc và mẹ của hai chị em. Camryl và Alex tập hợp sức mạnh của tình yêu và ánh sáng và cuối cùng tiêu diệt được ác quỷ, giải thoát cho mẹ và những người bảo vệ. Cuối phim, cả hai chị em trở về bữa tiệc sinh nhật của Camryl. Bộ phim kết thúc với câu nói của hai chị em: "Go Twitches, It's Our Birthday!"